# 借家
借家（しゃくや）とは、借りた状態の住宅のこと。物件の所有者である家主（やぬし）から見た場合は貸家（かしや）という。
通常、借り手は物件の所有者に賃料（家賃）を支払う。
なお、「借家権」については、借地借家法が適用される建物の賃借権を指すもので、本項目の対象となる建物とは、範囲が大幅に異なる。